# Witold Poinc (siatkarz)
Witold Poinc (ur. 8 czerwca 1958 w Warszawie) – polski siatkarz. 3-krotny mistrz Polski (1983, 1984, 1986) i 2-krotny zdobywca Pucharu Polski (1984, 1986) z Legią Warszawa. Jeden z najlepszych zawodników w historii tego klubu. Wychowanek Czarnych Radom, z którymi w 1979 awansował do II ligi.
Po zakończeniu kariery zawodniczej trener m.in. II-ligowej Legii w 2009.